# Hanane Karimi
Hanane Karimi, née en 1977, docteure en sociologie, est une des voix du féminisme musulman en France.
Elle travaille sur la frontière entre le culturel et le religieux et milite pour que les femmes musulmanes remettent en cause, quand c'est le cas, une pratique religieuse qui tend à imposer une domination patriarcale, tout en luttant contre l'islamophobie.

## Biographie
Hanane Karimi est née en 1977 à Troyes, de parents immigrés marocains, ouvrier et femme au foyer.
À 16 ans, elle anime un groupe de jeunes filles de son quartier pour échanger entre elles. Puis, lors de ses études universitaires à Nancy, elle participe à des ateliers de réflexion avec de jeunes musulmans. Elle suit alors des études de biotechnologies mais pour éviter d'enlever son foulard (qu'elle porte alors) à l'entrée du lycée, elle arrête ses études. Mariée, elle reste dix ans au foyer pour élever ses trois enfants. Elle divorce et reprend finalement ses études.

## Thèse
Elle a soutenu une thèse, intitulée Assignation à l'altérité radicale et chemins d'émancipation : étude de l'agency de femmes musulmanes françaises, sous la direction d'Anne-Sophie Lamine, le 21 septembre 2018.

## Associations
Elle a été porte-parole des Femmes dans la Mosquée et est membre du collectif de la Marche des Femmes pour la Dignité, qui s'est tenue le 31 octobre 2015 à Paris.
En décembre 2013, le collectif Les Femmes dans la Mosquée exige de la direction de la Grande Mosquée de Paris de pouvoir prier dans la même salle que les hommes, après que les femmes en ont été exclues et reléguées à l'entresol. Pour la porte parole du mouvement Hanane Karimi : « Ce qu’il s’est passé reflète l’organisation de la communauté musulmane à certains endroits aujourd’hui, les femmes n’y ont pas de place, elles sont devenues invisibles. ». Selon elle, « il y a quatorze siècles, les femmes priaient derrière les hommes sans aucune séparation visuelle ».
Elle est à la tête de Féministe pour l'égalité, qui milite pour l'abrogation de la loi interdisant le voile à l'école.

## Médias et colloque
Hanane Karimi a participé à un séminaire de quatre jours sur l'antiracisme en août 2016, initié par Sihame Assbague et Fania Noël. Le séminaire, où « ceux qui se nomment les « racisés » entendent se retrouver pour discuter et élaborer leurs outils de lutte », est réservé aux personnes « subissant le racisme d'État en contexte français ».

## Points de vue
Elle ne milite pas pour le voile à l'école mais pour la liberté de l'instruction[non neutre] et regrette ces écoles confessionnelles où dans certains cas des enfants sont déjà voilées à 8 ou 9 ans. Par contre, elle estime qu'il faut laisser aux jeunes filles voilées le droit de faire leur propre expérience et ne pas les affronter sur ce choix. Cette pratique peut être, selon elle, une étape dans l'évolution religieuse d'une femme. Ainsi les jeunes filles voilées seraient maintenues au sein de la communauté et ne seraient pas rejetées dans ses « marges ». Pour Hanane Karimi : « Ce n’est pas à un gouvernement, à un mari ou à une religion de décider pour moi. Imposer le voile ou l’interdire, c’est suivre la même logique. Celle qui empêche les gens de choisir leur liberté ». Quand il est demandé de parler du voile à Rokhaya Diallo, cette dernière donne les coordonnées d’Hanane Karimi considérant sa parole comme légitime.
Pour Hanane Karimi, les « enfants de la troisième ou quatrième génération de l'immigration » « s’installent dans une double culture, ils ont une lecture critique de leur religion. D’où un grand écart entre la lecture misogyne de l’islam qu’on voulait nous imposer et la nôtre ».

## Féminisme musulman
Hanane Karimi milite pour un féminisme musulman et a choisi, selon Lauren Bastide (France Inter) « d’axer son travail politique sur la recherche, sur la science. »

### Hétéronormativité
Pour Agathe Larisse, Hanane Karimi affirme « de manière intellectualisée, son attachement à la défense de l'égalité entre les sexes, autant que l'importance qu'elle accorde à la normativité sexuelle majoritaire musulmane. Celle-ci est hétéronormative, comme c'est le cas dans le christianisme et le judaïsme. Cette posture explique sa tendance à disqualifier la pensée queer. » Néanmoins, cette vision de la pensée d'Hanane Karimi semble quelque peu étriquée : bien qu'elle ne mette pas la pensée queer - ou la remise en question de l'hétéronormativité - au cœur de son travail, elle ne les disqualifie pas pour autant.[Interprétation personnelle ?]

## Principales publications
- Karimi, Hanane. 2023. Les femmes musulmanes ne sont-elles pas des femmes? Collection « Littératures ». Marseille: Hors d’atteinte, 2023[12].
- Hadj Belgacem, S. & Karimi, H. (2022). Politisation du voile et mobilisation des accompagnatrices scolaires contre la circulaire Chatel: Le cas du collectif Sorties scolaires : avec nous !. Sociétés contemporaines, 127, 95-119. https://doi.org/10.3917/soco.127.0095[13]
- Abdellali Hajjat, Fabrice Dhume, Marguerite Cognet, Cécile Rodrigues, Géraldine Bozec, et al.. (2022). Enquête nationale sur les discriminations à l’université : Analyses et résultats de l’étude pilote. Janvier 2022.
- Karimi, H. (2021). De l’application à l’extension de la nouvelle laïcité : le cas des mères accompagnatrices. Mouvements, 107, 104-112. https://doi.org/10.3917/mouv.107.0104[14]
- Karimi, H. (2020). Des musulmanes entrepreneuses en réseau en France: Faire face aux discriminations multiples. Travail, genre et sociétés, 44, 107-123. https://doi.org/10.3917/tgs.044.0107[15]
- Direnberger, L., Karimi, H., Kréfa, A. & Le Renard, S. (2019). Le voile est-il une oppression pour les femmes ?. Dans : Fondation Copernic éd., Manuel indocile de sciences sociales: Pour des savoirs résistants (pp. 773-781). Paris: La Découverte. https://doi.org/10.3917/dec.coper.2019.01.0773[16]